# Gervasio Deferr
Gervasio Deferr Angel (Barcelona, 7 de Novembro de 1980) é um ginasta espanhol, que compete em provas de ginástica artística. Deferr conquistou duas medalhas olímpicas de ouro, uma em Sydney 2000 e a outra em Atenas 2004, ambas no salto. Em Pequim 2008, conquistou uma medalha de prata no solo.
Hoje, Gervasio Ángel é considerado o ginasta mais bem sucedido a competir pela Espanha, em vista de suas conquistas e resultados.

## Carreira
Deferr é filho de exilados argentinos e iniciou-se na ginástica em 1985, aos cinco anos de idade, inspirado pelo ex-jogador de futebol mexicano Hugo Sánchez. Sua carreira foi marcada por grandes êxitos e também grandes superações. Entre lesões e afastamentos, muitos anos de competições foram podados da trajetória do ginasta.
Em 1999, Gervasio, aos dezenove anos, defendeu pela primeira vez, a equipe sênior espanhola em uma competição de nível internacional: O Campeonato Mundial de Ginástica Artística. Nele, de edição realizada em Taijin, o ginasta conquistou a medalha de prata no solo, um de seus principais aparelhos. No ano seguinte, a primeira competição disputada por Ángel foi a Copa do Mundo, em Glasgow, onde obteve seu primeiro ouro – no solo, além de uma prata, no salto. Mais tarde, no Campeonato Europeu, em Bremen, nova medalha no solo – prata. Em 2000, Gervasio ainda defendeu a nação espanhola nos Jogos Olímpicos de Sydney, na Austrália. Neste campeonato, disputado pela primeira vez, o atleta conquistou a medalha de ouro no salto, superando o russo Alexey Bondarenko e o favorito, o polonês Leszek Blanik. Tal fato o tornou o primeiro ginasta espanhol a atingir tal êxito. Em 2001, na Copa do Mundo, de etapa realizada em Paris, Gervasio conquistou mais uma primeira colocação no solo, mantendo o título do ano anterior, na etapa de Liubliana.
Em 2002, na edição húngara do Campeonato Mundial, em Debrecen, o resultado atingido pelo ginasta fora o mesmo de 1999 – a medalha de prata no solo. Contudo, um exame antidoping, acusou a presença da substância proibida marijuana, detectada no campeonato anterior, o Torneio Internacional da França. Isto resultou ao ginasta a perda de sua medalha, uma advertência e a suspensão da prática do desporto. No ano seguinte, participando da Copa da Espanha, o atleta conquistou uma medalha de ouro no solo e uma de prata, no salto. Em 2004, aos 23 anos, Gervasio conquistou o bicampeonato olímpico no salto, nos Jogos de Atenas, na Grécia. Em comemoração a estas duas realizações, o atleta tatuou os logotipos de ambas as Olimpíadas, um em cada tornozelo [carece de fontes?].
Entre 2004 e 2007, Deferr prejudicou-se com cirurgias nos ombros e punhos, ficando afastado das competições por quase dois anos. Seu retorno internacional veio no Campeonato Mundial de Stuttgart, em 2007. Nesta competição, o ginasta conquistou a prata no solo. No ano seguinte, participando dos Jogos Olímpicos de Pequim, na China, outra medalha de prata no solo. Com a pontuação de 15,775, o espanhol superou nomes favoritos como o alemão Fabian Hambüchen e o brasileiro Diego Hypólito.

## Principais resultados
| Ano  | Evento                                    | AA | Equipe          | Solo             | Cavalo com alças | Argolas | Salto sobre o cavalo | Barras paralelas | Barra fixa |
| ---- | ----------------------------------------- | -- | --------------- | ---------------- | ---------------- | ------- | -------------------- | ---------------- | ---------- |
| 1999 | Campeonato Mundial de Ginástica Artística |    |                 | Medalha de prata |                  |         |                      |                  |            |
| 2000 | Copa do Mundo – Liubliana                 |    |                 | Medalha de ouro  |                  |         |                      |                  |            |
| 2000 | Copa do Mundo – Glasgow                   |    |                 | Medalha de ouro  |                  |         | Medalha de prata     |                  |            |
| 2000 | Campeonato Europeu                        |    |                 | Medalha de prata |                  |         |                      |                  |            |
| 2000 | Jogos Olímpicos                           |    |                 |                  |                  |         | Medalha de ouro      |                  |            |
| 2001 | Copa do Mundo – Paris                     |    |                 | Medalha de ouro  |                  |         |                      |                  |            |
| 2003 | Espanha vs. Itália                        |    | Medalha de ouro |                  |                  |         |                      |                  |            |
| 2004 | Jogos Olímpicos                           |    |                 |                  |                  |         | Medalha de ouro      |                  |            |
| 2007 | Campeonato Mundial de Ginástica Artística |    |                 | Medalha de prata |                  |         |                      |                  |            |
| 2008 | Jogos Olímpicos                           |    |                 | Medalha de prata |                  |         |                      |                  |            |